# 多帶新亮麗鯛
多帶新亮麗鯛又名九間貝（学名：Neolamprologus multifasciatus）為輻鰭魚綱鱸形目隆頭魚亞目慈鯛科的其中一種，分布於非洲坦干伊喀湖流域，體長可達4公分，棲息在中底層水域，生活在貝殼裡，成群活動，以浮游生物為食，可作為觀賞魚。
其种加词“multifasciatus”意为“多带的”。